# Le Vieil Arbre
Le Vieil Arbre est un tableau réalisé par le peintre français André Derain en 1904 à Chatou. Cette huile sur toile est un paysage fauve représentant un arbre âgé dont le tronc est troué. Présentée au Salon des indépendants de 1905, elle appartient un temps à Camille Renault. Elle est aujourd'hui conservée au musée national d'Art moderne, à Paris.